# Tokyo Metro typ 03
Tokyo Metro typ 03 (Tokyo Metro 03 series (jap. 東京地下鉄03系 Tōkyō Chikatetsu 03-kei)) – elektryczny zespół trakcyjny używany przez Tokyo Metro. Łącznie zbudowano 42 zestawów ośmiowagonowych, pierwszy z nich wszedł do służby 1 lipca 1988.

## Układ
Według stanu na 1 kwietnia 2012 w służbie pozostaje 42 zestawy ośmiowagonowe sformowane według układu podanego w tabeli. Wagon nr 1 znajduje się po stronie południowej (od strony Naka-Meguro). Zespół składa się z czterech wagonów z silnikami ("M") i czterech bez napędu ("T").
| Numer wagonu | 1      | 2      | 3      | 4      | 5      | 6      | 7      | 8      |
| ------------ | ------ | ------ | ------ | ------ | ------ | ------ | ------ | ------ |
| Oznaczenie   | CT1    | M1     | M2     | Tc     | Tc'    | M1     | M2     | CT2    |
| Numeracja    | 03-100 | 03-200 | 03-300 | 03-400 | 03-500 | 03-600 | 03-700 | 03-800 |

- Wagony 1., 2., 7. i 8. w zestawach od 09 do 28 ma po pięć par drzwi zamiast trzech

## Galeria

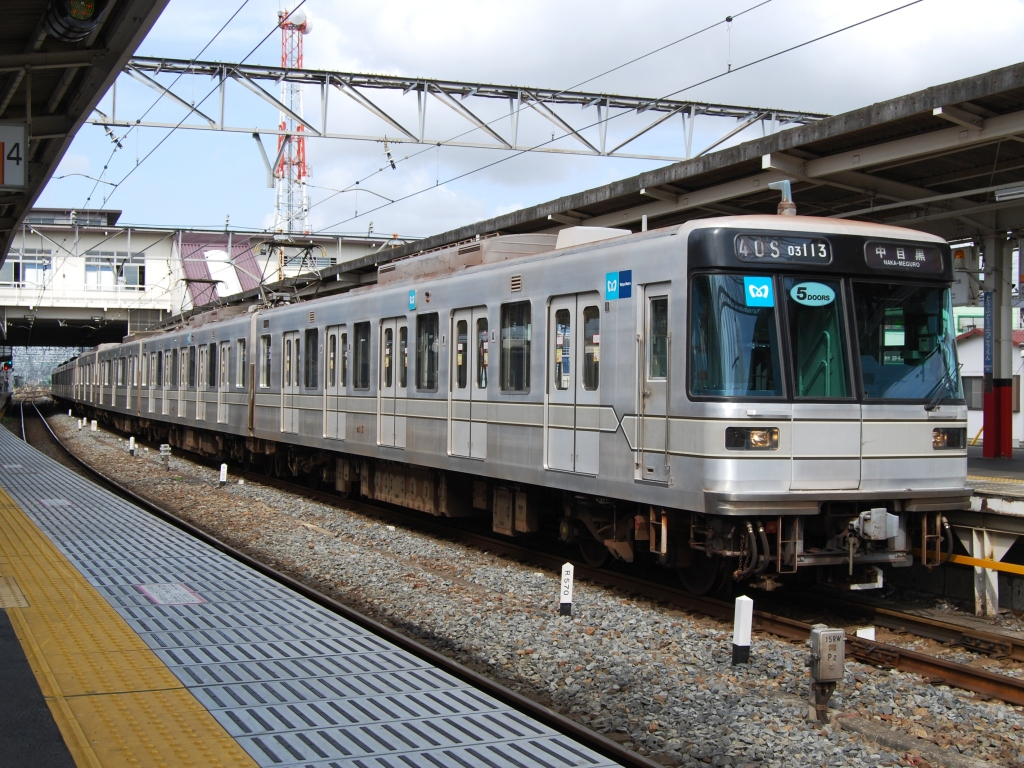
Zestaw 13 z pięciodrzwiowymi wagonami na końcach składu, październik 2008

## W kulturze
W sprzedaży znajdują się zestawy modeli tego EZT